# Časy
Časy är en ort i Tjeckien.   Den ligger i regionen Pardubice, i den centrala delen av landet, 110 km öster om huvudstaden Prag. Časy ligger 246 meter över havet och antalet invånare är 190.
Terrängen runt Časy är platt.Runt Časy är det ganska tätbefolkat, med 70 invånare per kvadratkilometer. Närmaste större samhälle är Hradec Králové, 16,2 km norr om Časy. Trakten runt Časy består till största delen av jordbruksmark.